# 高雄市公車168路
高雄市公車168路是高雄市的一條重要公車路線，採環狀行駛，順時針方向稱為東環線，逆時針方向為西環線；又稱168環線。目前由漢程客運營運。本路線曾經冠名「環狀幹
線」，但因高雄環狀輕軌全線完工通車後運量降低，自2024年5月11日起調減班次並取消環狀幹線名稱。

## 現役配車
目前全數使用成運汽車製低底盤快充型電動公車(EAL-2907~EAL-2939、EAL-2950~EAL-2969)全數配車與33、77昌福幹線、92自由幹線共用配車，車輛使用ibus台灣愛巴士交通聯盟紅色塗裝；該路線公車上皆設置有免費Wi-Fi，提供乘客利用。

## 歷史配車

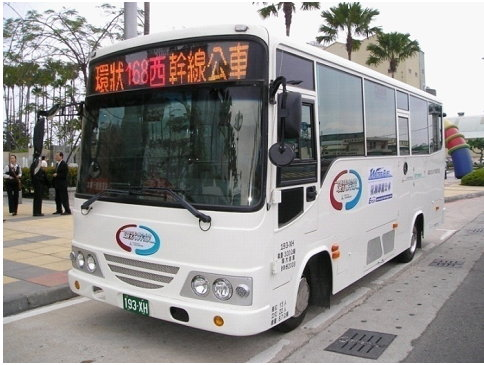

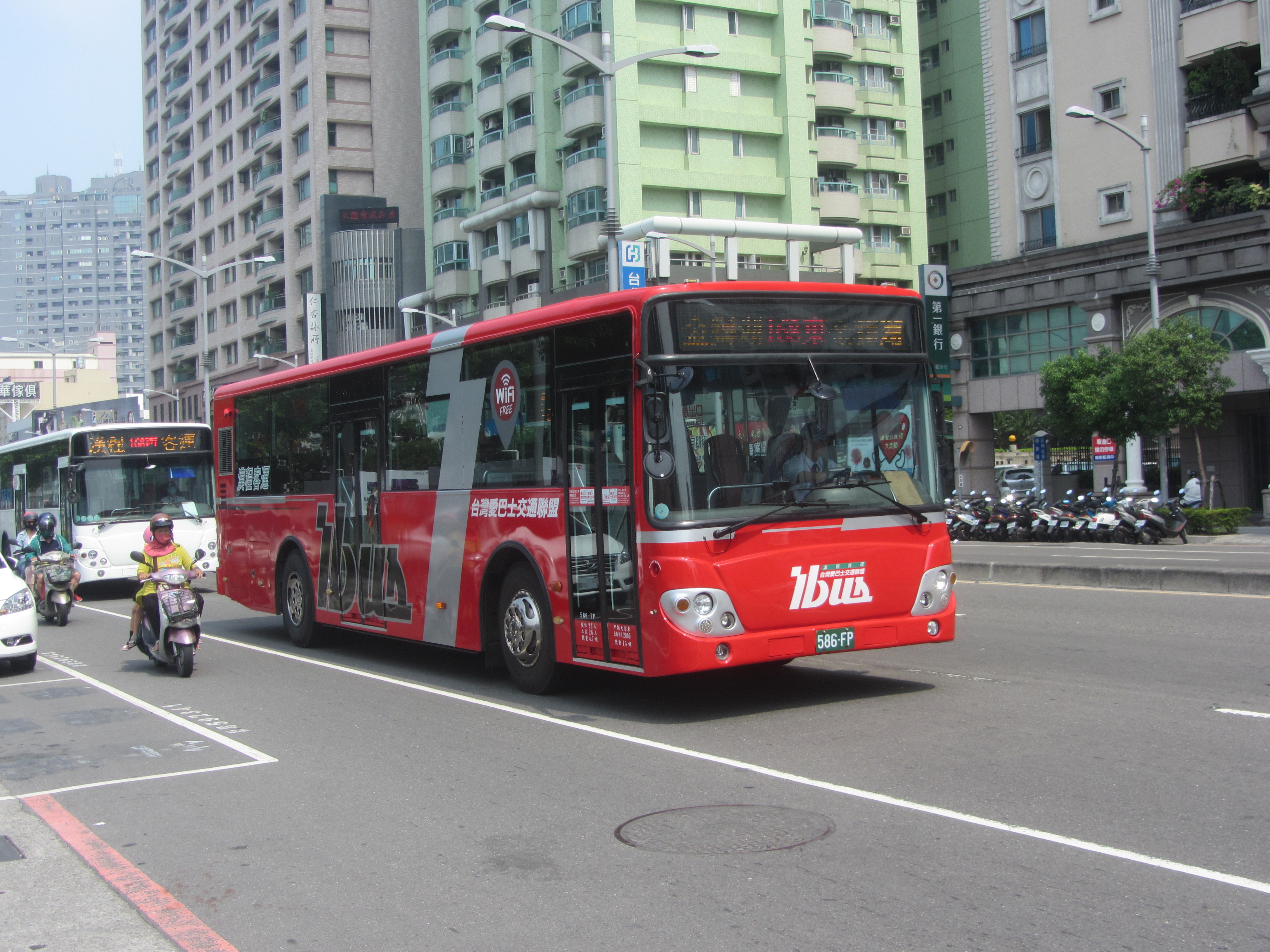
行駛168東公車586-FP（前）、168西公車（後）行經高雄市博愛路。

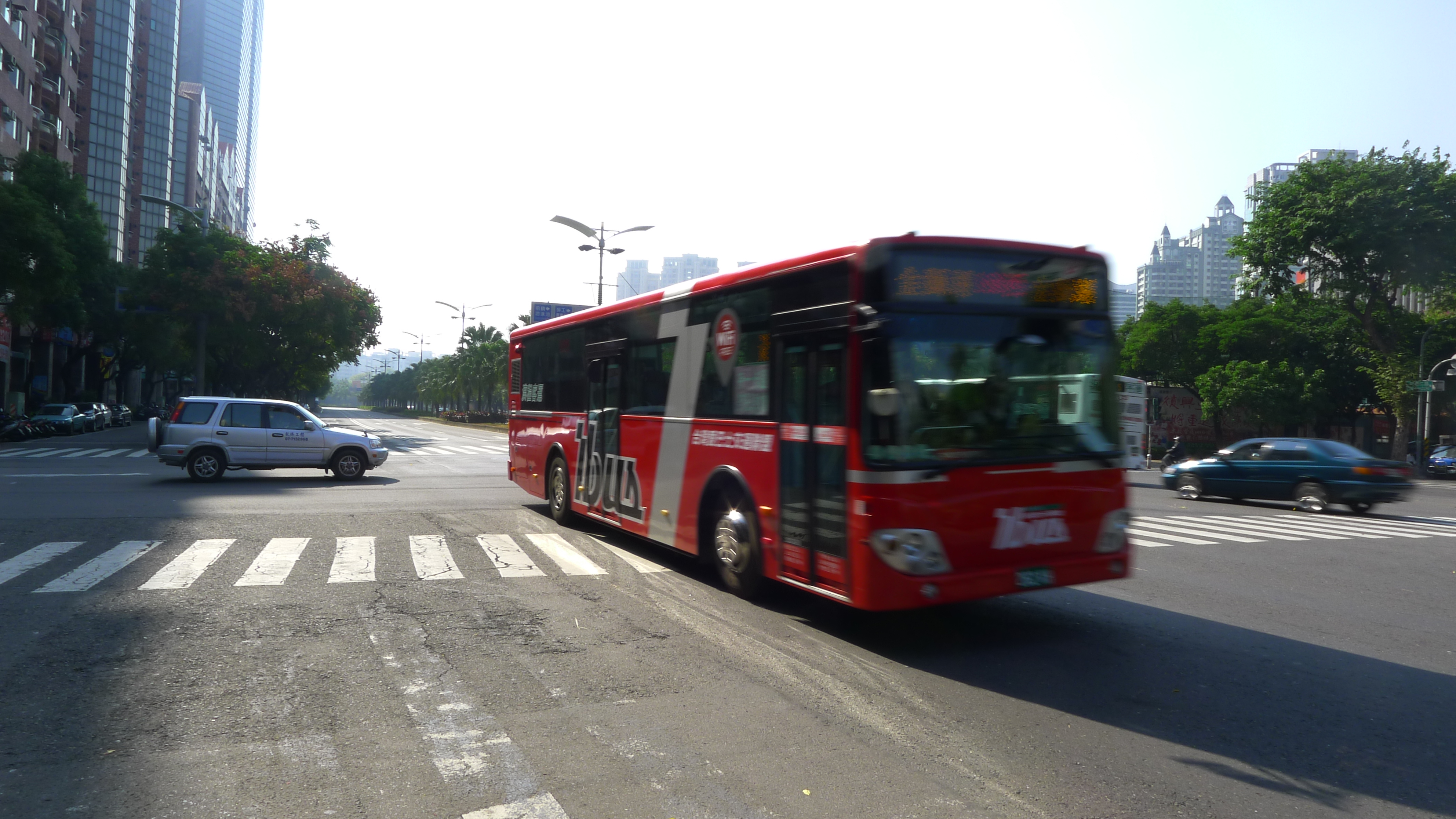

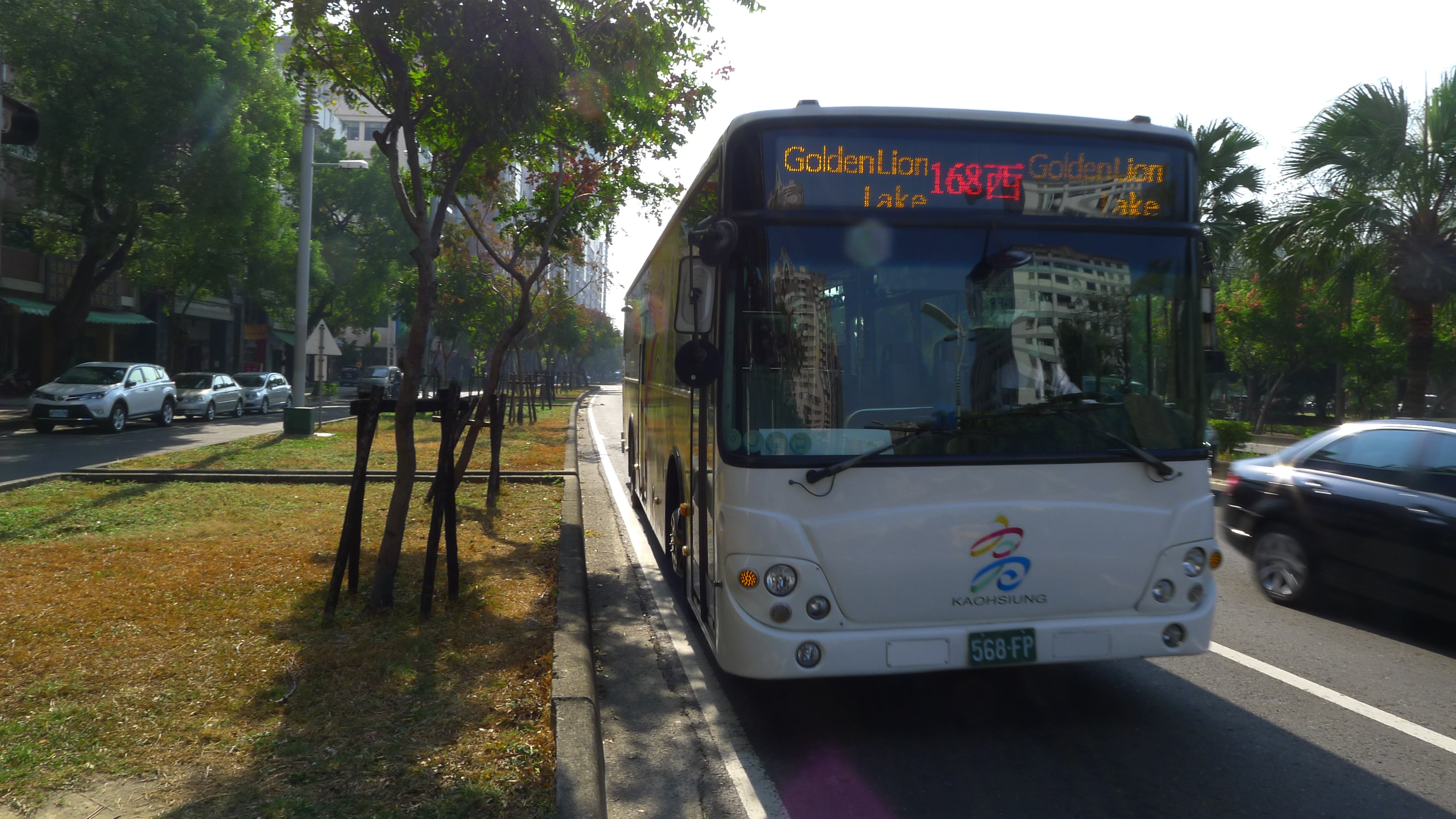

## 歷史
- 因高雄捷運環狀輕軌招商不順，於是先行駛公車來培養大眾運輸量，為一捷運先導公車路線[2]。
- 營運初期逾時超過十分鐘贈送免費搭乘券，主要先培養大眾運輸觀念，目前已取消。
- 2009年5月1日正式上路。
- 經過凹子底站時，須先下車，再搭下一班車以保持二段收費與發車站點。
- 為了讓大眾多使用大眾運輸，於2012年底前均為一段收費，並在凹子底下站贈送免費搭乘券（僅能換下班車）。
- 由於班次密集、宣傳多，運量上升迅速，2011年年運量已與歷年均為高雄公車運量最高的100路公車差不多[3]。
- 2012年開始年運量與100路拉開差距，穩定成為高雄市公車路線運量最高的路線，2014年6月紀錄平均日運量高達5846人次[4]。
- 2014年1月1日高雄市公車處民營化，交由漢程客運營運。
- 2014年8月1日至12月19日：因應2014年臺灣高雄氣爆事故，五權國小至一心一路口之路段進行臨時路線調整，改行駛四維一路、四維二路、民權二路、中山三路[5]。
- 2015年10月16日起因應輕軌試營運，增停輕軌籬仔內站、輕軌凱旋瑞田站、輕軌凱旋中華站，捷運凱旋西站增加附站名「輕軌前鎮之星站」[6]。
- 2016年6月30日起因應輕軌C5-C8通車增停輕軌夢時代站副站名「統一時代百貨」、輕軌經貿園區站、輕軌軟體園區站、輕軌高雄展覽館站副站名「新光碼頭」[7]。

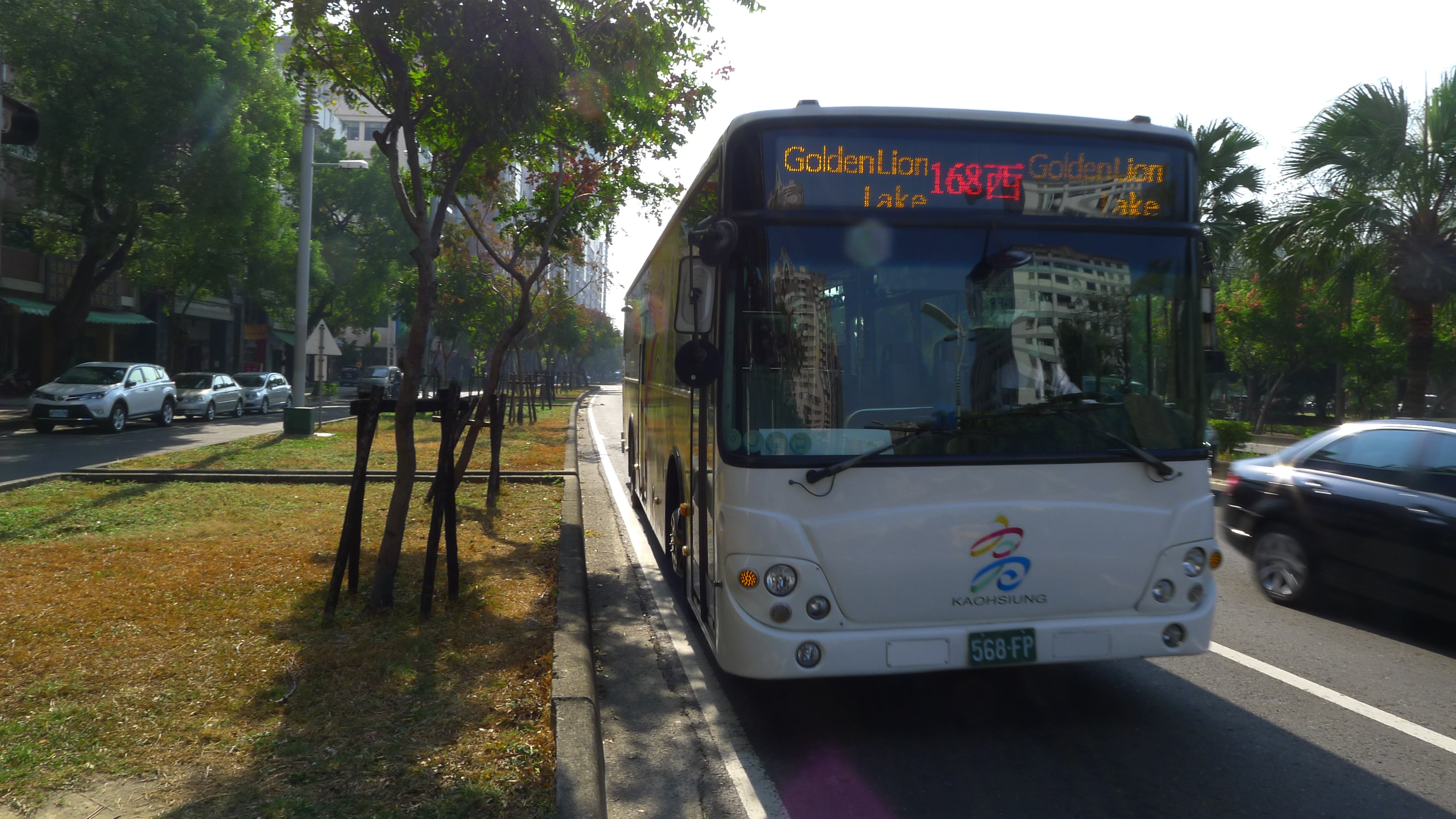
大宇製168路公車，因氣爆事故改道行駛於民權二路。
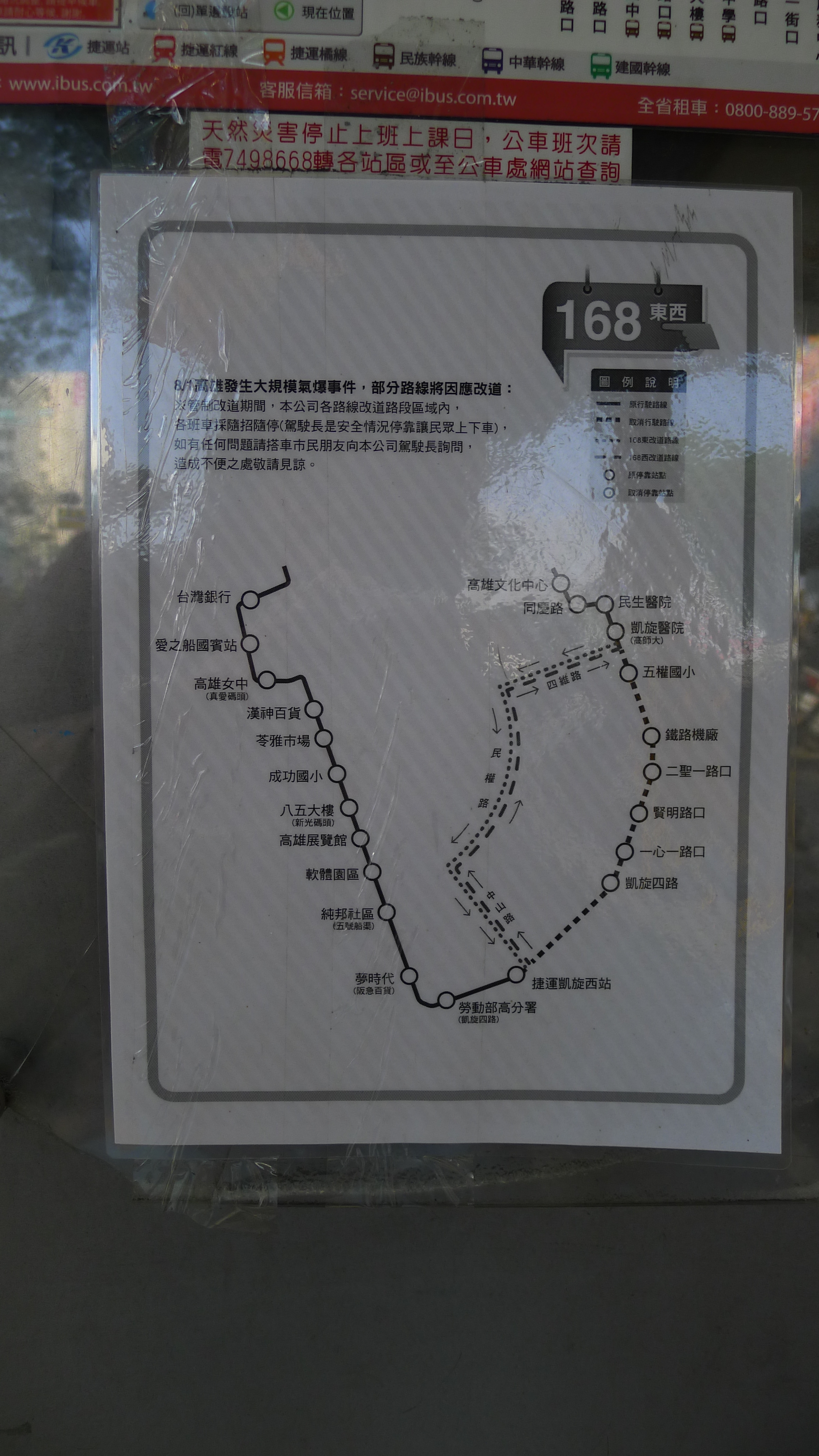
168路公車氣爆改道路線圖
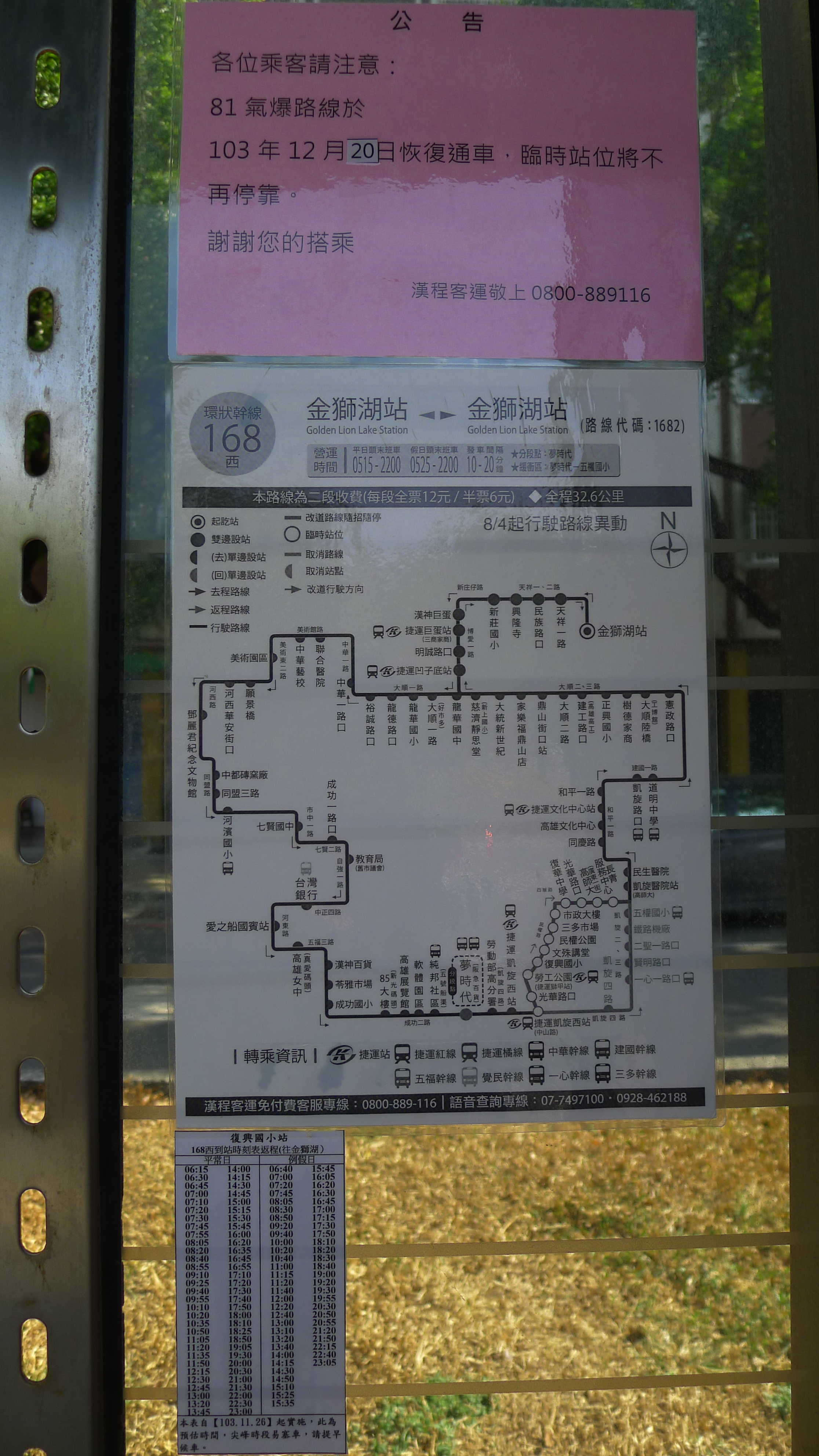
168路公車氣爆改道公告

- 2023年3月7日起，168東西「鼎山街口」取消停靠。
- 2023年4月11日起，168東西路線增加區間車並合併0南北。
- 2024年5月11日起，168東西路線取消環狀幹線名稱。
- 2024年9月1日起，168東西路線取消停靠成功國小-凱旋醫院(高師大)路線，增停自強三路口(四維四路)-長青服務中心(大致上為區間路線)

## 路線基本資料
全程行車里數約32公里，行車時間約1小時30分鐘。
由金獅湖站起（以下順時針方向說明）行駛鼎力路、天祥路、新仔路、博愛路、大順路、建國路、和平路、同慶路、凱旋路、成功路、五福路、河東路、中正路、自強路、七賢路、市中路、建國路、同盟路、中華橫路（中都橋）、河西路、美術東二路、美術東一路、中華路、大順路、博愛路、新庄仔路、天祥路及鼎力路，接回金獅湖站。
雖稱仿環狀輕軌，但是環狀輕軌曾更改計畫路線，也為了增加168路的運量，繞行至環狀輕軌沒有經過的捷運前金站和捷運文化中心站，又因為行經過窄的河西路（一線道）而容易塞車，所以整體行車時間被拉長。

### 停站
參見右側路線圖

### 服務時間及班次
平日：
- 金獅湖站發車：5:30～21:50，尖峰25~40分鐘，離峰30~60分鐘一班

假日：
- 金獅湖站發車：5:40～22:05，尖峰25~40分鐘，離峰30~60分鐘一班

### 收費
- 收費方式：里程段次計費
- 每段價錢：全票：12元；身障、老人、小孩優惠票：6元；學生票：10元
- 分段點：輕軌夢時代站（統一時代百貨）
- 投現緩衝區：
  - 168西-輕軌夢時代站（統一時代百貨）－輕軌五權國小站（凱旋二路）
  - 168東-高雄女中（真愛碼頭）－輕軌夢時代站（統一時代百貨）
- 管制點：河濱國小站、夢時代、捷運文化中心站

備註：管制點為行經該站若比預定時間早則停車待至預定時間才發車。例如：西環線從捷運凹子底站到河濱國小站預定15分鐘，若只花13分鐘，則在河濱國小站停2分鐘；若比預定時間慢，則可運用紅綠燈控制權加快行車速度。